# Grotka w Kominie
Grotka w Kominie – jaskinia na Wzgórzu Dumań w Dolinie Kobylańskiej na Wyżynie Olkuskiej wchodzącej w skład Wyżyny Krakowsko-Częstochowskiej. Administracyjnie znajduje się w granicach wsi Karniowice, w gminie Zabierzów w powiecie krakowskim.

## Opis jaskini
Jest to niewielkie schronisko znajdujące się w grupie skał, która przez wspinaczy skalnych nazywana jest Lotnikami. Otwór znajduje się w kominie I Filarka na wysokości 7 m i prowadzi przez niego droga wspinaczkowa pt. Grotka z kominem (II w skali polskiej).
Schronisko powstało w wapieniach górnej jury w wyniku wymycia zagłębienia komina przez wodę. Jest w całości widne, suche i poddane oddziaływaniu środowiska zewnętrznego. Brak nacieków. Na jego dnie znajduje się gleba i nawiane przez wiatr liście. Brak roślin, nie obserwowano też zwierząt.
Grotę po raz pierwszy wymienili Baran i Opozda w przewodniku wspinaczkowym. Opisał ją Jakub Nowak w maju 2003 r., on też sporządził jej dokumentację i plan.

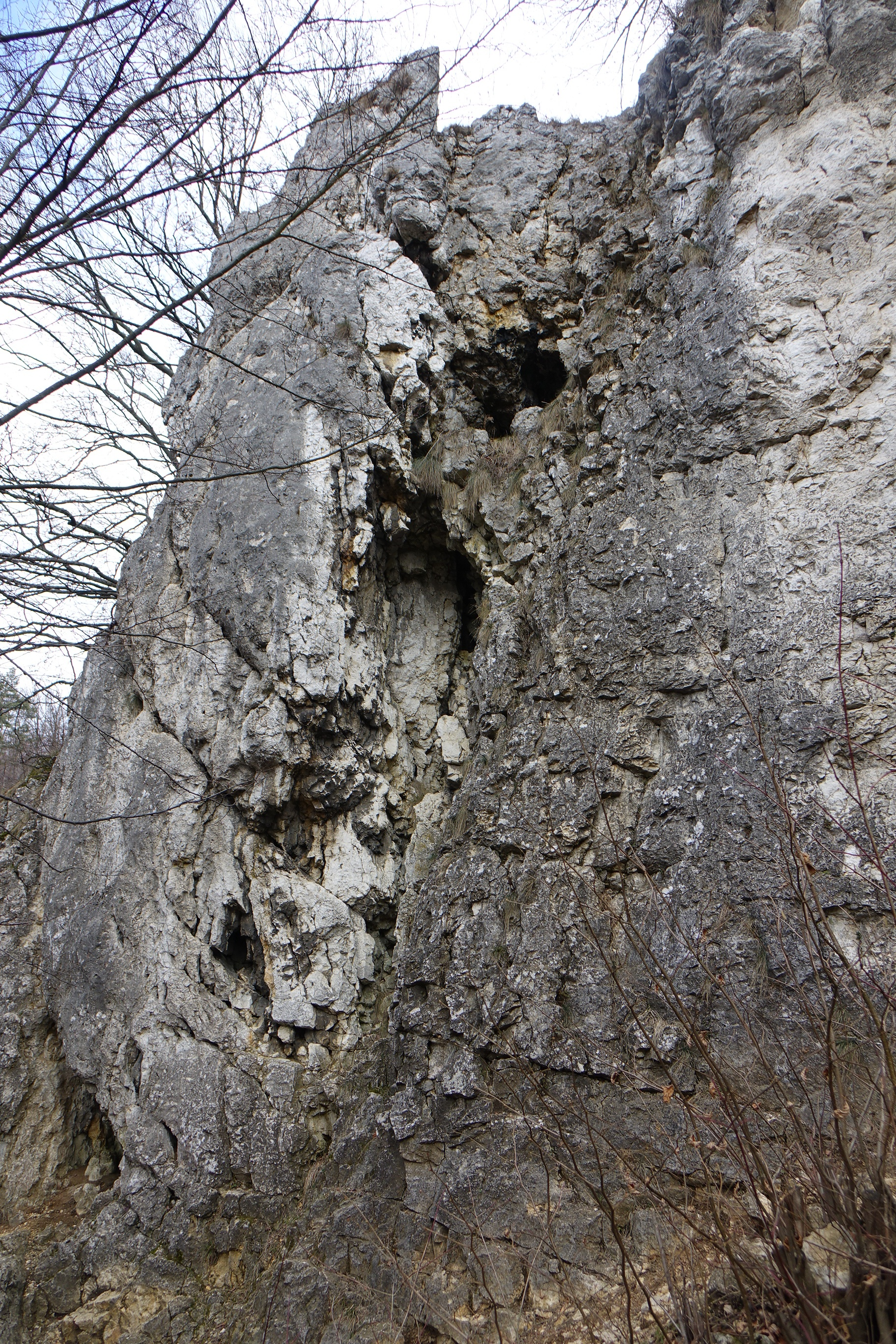
I Filarek i komin z otworem jaskini
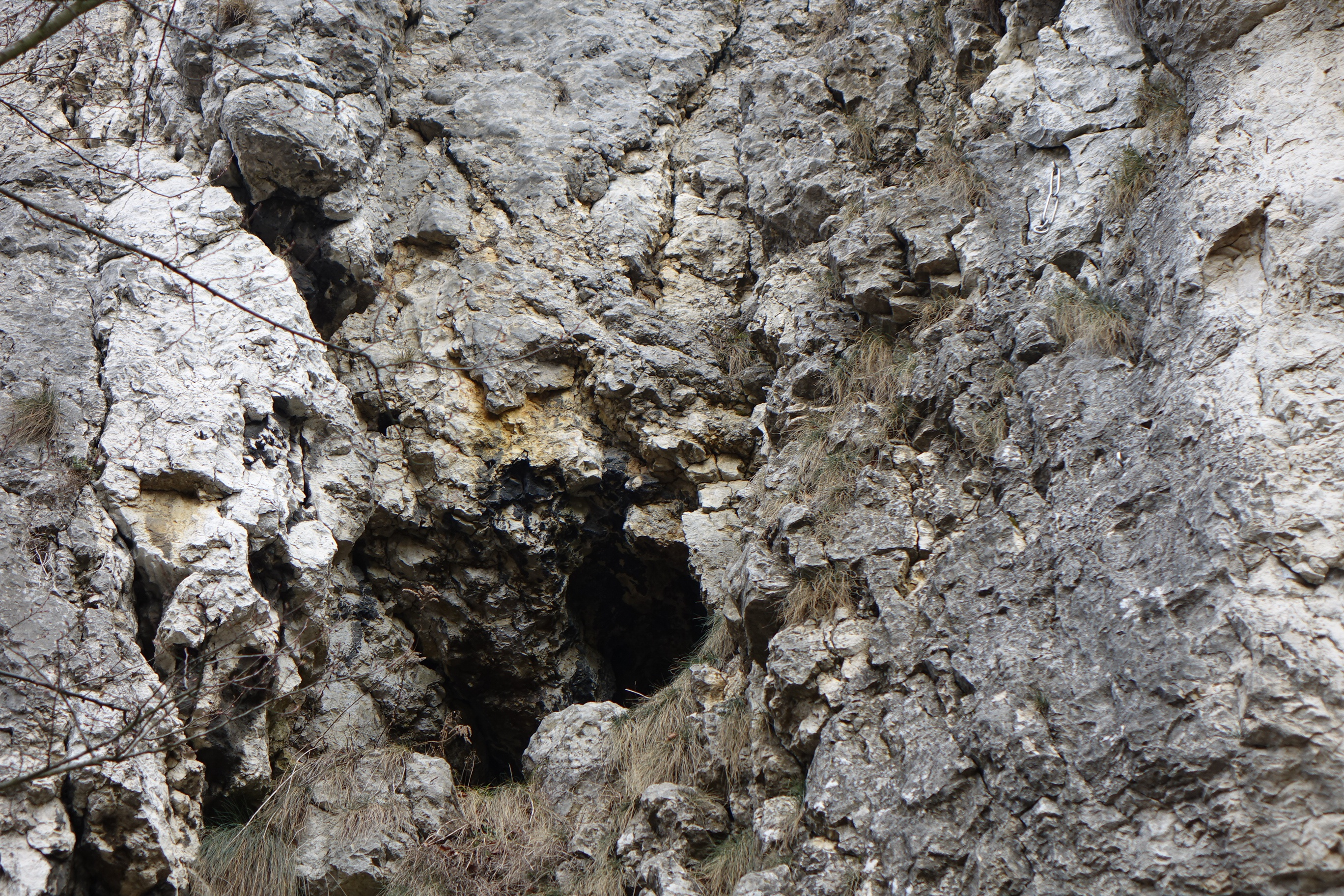
Otwór jaskini